# Dominique Stéhelin
Dominique Stéhelin, né le 4 septembre 1943 à Thoisy-la-Berchère (Côte-d'Or) et mort le 5 avril 2019 à Lille,, est un oncologue, professeur d'université et directeur recherche au CNRS. Ses travaux ont contribué à la découverte des oncogènes, catégorie de gènes dont l'altération favorise la survenue de cancers.

## Biographie
Né d'un père fonctionnaire Dominique Stéhelin fait ses études au lycée Fustel de Coulanges de Strasbourg et à l'Université de Strasbourg. Il commence sa carrière de chercheur en qualité d'attaché de recherche au CNRS puis il est détaché au San Francisco Medical Center de 1972 à 1975. Sa thèse de doctorat de 1972, en biochimie, porte sur la "Séquence de la protéine du virus de la mosaïque jaune du Navet".
À son retour des Etats-Unis, il  monte, en 1976, une équipe de recherche à l'Institut Pasteur de Lille. il est nommé directeur de recherche au CNRS en 1978, puis directeur du laboratoire d'oncologie moléculaire de l'INSERM à l'Institut Pasteur de Lille (1983). En 1984 il est également professeur à l'Institut Pasteur de Lille. Il fonde l'Institut de biologie de Lille qu'il dirige de 1996 à 1999.
Dominique Stéhelin est élu, en mai 1990, correspondant de l'Académie des sciences (section biologie moléculaire et cellulaire, génomique), et, en 1996 membre correspondant étranger de l'Académie Royale de Belgique.

## Décorations et récompenses
- Officier de la Légion d'honneur (1996)[7]
- Chevalier de l'ordre national du Mérite (1982)
- Prix Alexandre-Johannidès de l'Académie des sciences, 1975  (prix à Henri Duranton, Rémy Peter, Dominique Stehelin, Daniel Collot.
- Prix Fondation ARC Léopold-Griffuel, 1983
- Prix Louis-Jeantet de médecine, 1987
- Médaille d'argent du CNRS, 1986

Controverse sur l'attribution du Prix Nobel : le Prix Nobel de Médecine 1989 est attribué à J. Michael Bishop et à Harold Varmus, pour leurs travaux sur l'origine des oncogènes. Dominique Stéhelin affirme publiquement qu'il aurait dû être associé aux deux lauréats. Il adresse une lettre publique au comité Nobel. Il est soutenu par le ministre Hubert Curien, par le directeur général du CNRS et par nombre de ses confrères mais sa requête est rejetée.

## Publications, émissions
- Proceedings of the International Symposium on Retroviruses and Human Pathology. Humana Press, New York, 1986, 557p.(co-auteurs Gallo RC, Varnier O E.)
- Vaincre le cancer, débat sur le cancer : les progrès en matière de thérapie, les travaux de recherches, l'importance du dépistage et de la prévention. Émission "L'avenir du futur" de TF1. (Archives de l'Ina. 27 oct 1980. Durée : 79 min).

Les travaux de Dominique Stéhelin ont donné lieu à la publication de plus de 220 articles dans des revues scientifiques internationales.